# 吳文燦
吳文燦（1556年9月1日—1606年），字元質，號涵初，順天府東安縣民籍，江西九江府德化縣人，明朝政治人物。

## 生平
萬曆元年（1573年）癸酉科順天鄉試第七十七名舉人，十四年（1586年）中式丙戌科會試第一百二十二名，三甲第二百七十一名進士。大理寺觀政，十六年授行人司行人，二十一年選南京刑科給事中，丁憂。二十六年四月補吏科給事中，二十七年三月升吏科右給事中，養病。三十年補禮科右給事中，同年管太倉。三十一年七月巡視京營，三十三年十二月升戶科左給事中，三十四年（1606年）正月升工科都給事中，同年丁憂，卒。

## 家族
曾祖吳淮，曾任錦衣衛正千戶；祖父吳嵤；父吳樞。母陸氏；繼母單氏；庶母馬氏。重慶下。